# داریورد
داریورد (به لاتین: Daryurd) یک منطقه مسکونی در جمهوری آذربایجان است که در شهرستان گدابیگ واقع شده‌است. داریورد ۱۵۴۸ نفر جمعیت دارد.